# Phase5
Phase5 war ein deutscher Hardware-Hersteller aus Oberursel (Taunus)  im Hochtaunuskreis in Hessen, welcher ab 1995/96 die ersten PowerPC-basierten CPU-Karten (Turbokarten) für den Amiga (powerUP) herausbrachte. Markteinführung war 1997. Daneben wurden auch entsprechende Upgrade-Karten für verschiedene Power-Mac-Modelle von Apple gefertigt. Zuvor war das Unternehmen überwiegend durch verschiedene Erweiterungskarten für Amiga-Rechner bekanntgeworden, als einer von seinerzeit noch zahlreichen Anbietern.
Geschäftsführer von phase5 waren Wolf Dietrich und Gerald Carda.

## Geschichte
Zunächst hatte sich das Unternehmen durch verschiedene Erweiterungskarten für Amiga-Rechner einen Namen gemacht. Darunter waren Grafikkarten, SCSI-Karten und auch sogenannte Turbokarten auf 68020-30/68040/68060-Basis für die unterschiedlichen Amiga-Rechner.
Danach wurde die Entwicklung PowerPC-basierter CPU-Karten für die existierenden Amiga-Modelle in Angriff genommen. Diese kamen erstmals offiziell im April 1997 auf den Markt. Unbestätigten Angaben zufolge (Dietrich-Interview in einem Printmagazin von 1999) wurden von phase 5 selbst ca. 10000 dieser sogenannten powerUP-Boards verkauft.
Später wurden auch entsprechende Upgrade-Karten für verschiedene Power-Mac-Modelle von Apple gefertigt. Diese bekamen 1998 mit Preisen um $800 und im Vertrieb u. a. von The Software Hut (USA) teilweise eine sehr gute Presse.
Nachdem sich im Mai 1998 Amiga Inc. vom PowerPC-Ansatz vorübergehend verabschiedet hatte, wurde die Situation im inzwischen gespaltenen PowerPC-Markt für Amiga-Systeme schwieriger.
Vor der Veröffentlichung von geplanten eigenen Rechnern (A/Box mit Caipirinha-Chipsatz, pre/box, AMIRAGE K2) ging das Unternehmen im Jahr 2000 in Konkurs.
Über das Vermögen der phase 5 digital products (so der volle Firmenname) ist dann am 26. Januar 2000 Insolvenzantrag gestellt worden und per Beschluss des zuständigen Amtsgerichts vom gleichen Tag das Insolvenzantragsverfahren eröffnet worden. Am 19. April 2000 wurde das Insolvenzantragsverfahren phase 5 (Nr. 61 IN 18/00, Amtsgericht Bad Homburg v. d. Höhe) mangels Masse eingestellt. Die exklusiven Rechte an den noch vertriebenen Produkten wurden bereits im April 1999 vom Hardware-Fertiger DCE übernommen, der fortan Reparatur- und Serviceleistungen erbrachte.
Einer der Ex-Geschäftsführer von phase5, Gerald Carda, wurde später Chefentwickler (CTO) von bplan (MorphOS-News.de vom 3. Dezember 2002), den Herstellern des Pegasos von Genesi.

## Produkte (Auszug)
Für Amiga:
- Blizzard

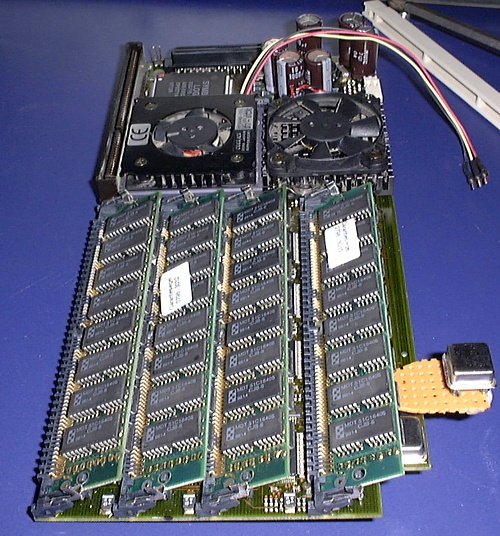
Cyberstorm PPC-Karte für den A4000

  - 1200 (Speichererweiterung für A1200 mit 4 MB)
  - 1220 (68020-Turbokarte für A1200 mit 4 MB)
  - 1230 (68030-Turbokarte für A1200)
  - 1240 (68040-Turbokarte für A1200)
  - 1260 (68060-Turbokarte für A1200)
  - 2040 (68040-Turbokarte für A2000)
  - 2060 (68060-Turbokarte für A2000)
  - SCSI IV Kit (SCSI-Kit für Blizzard-Turbokarten)
- CyberVision
  - 64 (ZorroIII Grafikkarte für A3000/4000)
  - 64 3D (S3 ViRGE GPU; 4 MB VRAM; ZorroII/III Grafikkarte für A3000/4000)
  - PPC (3DLabs Permedia 2 GPU; 8 MB VRAM; Grafikkarte für speziellen PCI-Bus Steckplatz der Cyberstorm PPC/MKIII)
- BVision PPC (Grafikkarte für Blizzard PPC)
- Cyberstorm
  - MK I (68040/060-Turbokarte für A3000/4000)
  - MK II (68040/060-Turbokarte für A3000/4000)
  - MK III (68040/060-Turbokarte für A3000/4000)
  - PPC (68040/060 und PPC604-Turbokarte für A3000/4000)
- Blizzard PPC (68040/060 und PPC603-Turbokarte für A1200)
- FASTLANE Z3 (FAST SCSI-II DMA Controller und Speichererweiterung bis 64 MB für A3000/4000)

Für Power Macs:
- G-Rex 3D (Permedia2 PCI-Grafikkarte für Power Macs)
- Power Booster G3 366 MHz (ZIF-Karte für G3 Power Macs)
- Maccelerate!750 G3 375 MHz (CPU-Karten für Power Mac 7300-9600 und 4400/6400)

## powerUP PowerPC-Technologie (Amiga)
Die PowerPC-basierten CPU-Karten von phase5 ermöglichten es erstmals, die Modelle der Amiga-Reihe über die mit den verfügbaren 68k-CPUs maximal mögliche Leistung hinaus zu beschleunigen. Hauptmerkmal der Karten war die duale CPU-Architektur. Neben einem 68040/68060-Prozessor (68060: 50 bzw. 66 MHz) war auch eine PowerPC-CPU (604e/603e: 233/268 MHz) auf derselben Steckkarte vorhanden. Sie boten außerdem nützliche Eigenschaften wie zusätzliche RAM-Steckplätze und SCSI-Controller für zusätzliche Laufwerke.
Auch softwareseitig wurde unter powerUP zunächst ein dualer Ansatz verfolgt, bei dem die PowerPC-Seite durch eine spezielle Runtime-Library (ppc.library) von der 68k-Seite aus angesteuert werden musste. Aufgrund der Notwendigkeit von Cache-Synchronisationen beim Datenaustausch zwischen den CPUs war die Programmierung einerseits aufwendig und der erzielte Leistungsgewinn bei Standardanwendungen häufig gering. Gute Beschleunigungswerte ergaben sich bei geschickter Programmierung z. B. mit gekapselten Codecs für Grafik-/Animationsformate (PNG, JPEG, GIF, MPEG) oder Kompressionsbibliotheken (libz), meist in Form entsprechend angepasster AmigaOS-DataTypes.
Um 1998 stellte Phase5 ein Projekt für eine sehr leistungsfähige eigene Hardwareplattform (A/Box, Caipirinha-Chipsatz) vor, von der sich teilweise softwareseitige Konzepte im MorphOS-Betriebssystem des Pegasos-Rechners wiederfinden. Inzwischen ist MorphOS auch für PowerUP-Karten verfügbar und die anfänglichen Nachteile der dualen Architektur werden mittels der dort integrierten PPC-seitigen 68k-Emulation – ähnlich wie beim Power Mac – vermieden. Die vorhandene 68040/68060-CPU wird nach dem Start von MorphOS schlicht deaktiviert.